# Kongenitale Muskeldystrophie-Dystroglykanopathie mit mentaler Retardierung Typ B1
Die kongenitale Muskeldystrophie-Dystroglykanopathie mit mentaler Retardierung Typ B1 (engl. congenital muscular dystrophy-dystroglycanopathy with mental retardation type B1, kurz MDDGB1) ist eine erbliche Muskelerkrankung, die zur Gruppe der kongenitalen Muskeldystrophien gehört.
Die Erkrankung ist sehr selten; nur wenige Fälle sind in der Fachliteratur beschrieben. Ursächlich ist eine Mutation im POMT1-Gen, dessen 'Genprodukt die Glykosyltransferase POMT1 ist. Die Folge ist eine verminderte Glykosylierung des Proteins α-Dystroglykan. Als Bestandteil des Dystrophin/Dystroglykan-Komplexes spielt α-Dystroglykan eine wichtige Rolle für die Stabilität der Zellmembran von Muskel- und Nervenzellen. Erkrankungen, die zu Störungen der Glykosylierung von α-Dystroglykan führen, werden auch als Dystroglykanopathien bezeichnet. Die MDDGB1 wird autosomal rezessiv vererbt. Bei insgesamt 3 Patienten konnten so genannte compound-heterozygote Mutationen im POMT1-Gen nachgewiesen werden.
Mutationen im POMT1-Gen können auch zu Dystroglykanopathien mit anderem Phänotyp führen: Dazu gehören das POMT1-assoziierte Walker-Warburg-Syndrom und die POMT1-assoziierte Muskel-Auge-Gehirnkrankheit mit schwererem Verlauf sowie die milder verlaufende Gliedergürteldystrophie LGMD2K.

## Klinische Erscheinungen
Die MDDGB1 ist gekennzeichnet durch eine Muskelschwäche, die meist noch vor Erwerb der Gehfähigkeit beginnt. Die Muskelschwäche kann von mentaler Retardierung und leichten Fehlbildungen des Gehirns begleitet sein, die aber weniger stark ausgeprägt sind als dies beim Walker-Warburg-Syndroms und der Muskel-Auge-Gehirn-Krankheit der Fall ist. Neuronale Migrationsstörungen treten nicht auf.